# WY Волопаса
WY Волопаса (лат. WY Boötis) — одиночная переменная звезда в созвездии Волопаса на расстоянии приблизительно 2129 световых лет (около 653 парсеков) от Солнца. Видимая звёздная величина звезды — от +11m до +10m.

## Характеристики
WY Волопаса — красная пульсирующая полуправильная переменная звезда (SR)* спектрального класса M5, или M7, или M9. Эффективная температура — около 3296 K.